# EPH receptor A4
El receptor 4 tipo-A de efrina, receptor de EPH-A4 y (Eph-A4 en inglés)  es una proteína transmembrana que en humanos posee 936 aminoácidos, y es codificada por el gen EPHA4. 
EphA4 es una importante reguladora del crecimiento axonal y de la reactividad de los astrocitos y es un posible mediador inflamatorio.

## Características
Esta proteína receptora receptor Eph-A4 (EphA4) integra la subfamilia Eph que pertenece a la gran familia de proteína-tirosina cinasas (PTK). Estos receptores Eph y las efrinas (EPN) con las que se relacionan, están implicadas en la mediación de sucesos del desarrollo, especialmente en el sistema nervioso (neurogénesis) y en el crecimiento del sistema circulatorio (vasculogénesis).

## Estructura
Los receptores en la subfamilia de Eph típicamente tienen un solo dominio quinasa y una región extracelular (dominio extracelular, ECD). El ECD del receptor EphA4 completo, consta de los aminoácidos 22 a 543. El ECD contiene un dominio rico en cisteína (Cys) y 2 repeticiones de fibronectina tipo III. 
Primaria
Tres macro-dominios básicos: extracelular, transmembrana, intracelular. 
Dominios
- Extracelular 
  - LBD (dominio de unión del ligando)
  - CRD (dominio rico en cisteína)
  - FN III (1 y 2) (fibronectina)

- PTK
- SAM (sterile alfa motif)
- PZ

LBD, CRD y FN1 se pliegan en una estructura rígida, similar a una varilla, con poca flexibilidad entre dominios.

La conexión entre FN1 y FN2  es flexible, y estos dominios están ubicados de manera diferente en las estructuras unidas y no unidas a la EFN.
Secundaria
Los receptores de efrina se dividen en dos grupos en función de la similitud de sus secuencias de dominio extrecelular y sus afinidades para unir ligandos de efrina-A y efrina-B.
El receptor EphA4 es una excepción a la regla general porque puede ser activado por ligandos de efrina de clase A y B (EFN-A y EFN-B). La unión del ligando promueve cambios conformacionales en el dominio de unión del ligando (LBD) de EphA4.

## Fisiología
La fuerza de unión inicial entre EphA4 y la efrina-A (EFN-A) proviene de una penetración de un bucle de efrina largo e hidrofóbico en una cavidad hidrofóbica en la superficie del EphA4 para formar heterodímeros de ligando-receptor 1:1 de alta afinidad.
Los cúmulos de señalización se nuclean a partir de heterodímeros de EphA4/efrina, que se ensamblan en heterotetrámeros que luego se agregan en oligómeros de orden superior.
Tras la unión de la efrina (EFN), se forman grupos de Eph/efrina entre las células que interactúan a través de extensas interacciones Eph/Eph, Eph/efrina y efrina/efrina.
El receptor EphA4 se une a ligandos de efrina-B2 y efrina-B3.

## Función
El receptor EphA4 de los mamíferos controla actividades celulares como la formación de límites, la adhesión celular, la migración celular, la morfología de las espinas dendríticas y la señal de guía del axón en neuronas de la médula espinal.

## Patología
Se ha demostrado que muchos receptores de clase A están sobreexpresados en varios tipos de tumores y regulan pasos críticos de la formación de vasos sanguíneos (vasculogénesis) y remodelación (angiogénesis) pasos críticos en el crecimiento tumoral.
En 2012, una publicación en Nature Medicine reveló una conecxión entre EPHA4 y la enfermedad neurodegenerativa esclerosis lateral amiotrófica (ELA), donde un gen defectuoso permite a los pacientes con ELA vivir considerablemente más tiempo que los pacientes con un gen intacto. Esto se abre para el desarrollo del tratamiento de esta enfermedad actualmente no tratable.[cita requerida]